# بارك هيون-جونغ
بارك هيون-جونغ (هانغل: 박현용) هو لاعب كرة قدم كوري جنوبي في مركزي الوسط والدفاع، ولد في 6 أبريل 1964 في كوريا الجنوبية. شارك مع منتخب كوريا الجنوبية لكرة القدم. أما مع النوادي، فقد لعب مع نادي بوسان أي بارك.

## وصلات خارجية
- بارك هيون-جونغ على موقع دوري كوريا الجنوبية (الإنجليزية)
- بارك هيون-جونغ على موقع ناشيونال فوتبول تيمز (الإنجليزية)